# Campeonato Femenino Sub-20 de la OFC 2012
El Campeonato Femenino Sub-20 de la OFC es la quinta edición del torneo femenil Sub-20 de la Confederación de Fútbol de Oceanía. A pesar de estar prevista para jugarse en Auckland entre el 16 y el 20 de enero, pero debió ser pospuesta por la OFC. Finalmente se decidió no cambiar la sede pero jugar la copa entre el 9 y el 14 de abril. Nueva Zelanda resultó ganador y clasificó a la Copa Mundial Femenina Sub-20 de 2012.

## Formato
Cuatro selecciones jugarán entre ellas en un sistema todos contra todos, la que resulte primera clasificará al Mundial. Los participantes son:
- Nueva Caledonia
- Nueva Zelanda
- Papúa Nueva Guinea
- Samoa

## Resultados
|                    | PJ | G | E | P | GF | GC | Pts |
| ------------------ | -- | - | - | - | -- | -- | --- |
| Nueva Zelanda      | 3  | 3 | 0 | 0 | 28 | 1  | 9   |
| Papúa Nueva Guinea | 3  | 1 | 1 | 1 | 5  | 9  | 4   |
| Nueva Caledonia    | 3  | 1 | 0 | 2 | 8  | 15 | 3   |
| Samoa              | 3  | 0 | 1 | 2 | 2  | 18 | 1   |

| 10 de abril de 2012 | Nueva Caledonia | 5:1 | Samoa | Centre Park, Mangere, Nueva Zelanda |  |

| 10 de abril de 2012 | Nueva Zelanda | 6:0 | Papúa Nueva Guinea | Centre Park, Mangere, Nueva Zelanda |  |

| 12 de abril de 2012 | Nueva Caledonia | 1:10 | Nueva Zelanda | Centre Park, Mangere, Nueva Zelanda |  |

| 12 de abril de 2012 | Samoa | 1:1 | Papúa Nueva Guinea | Centre Park, Mangere, Nueva Zelanda |  |

| 14 de abril de 2012 | Samoa | 0:12 | Nueva Zelanda | Centre Park, Mangere, Nueva Zelanda |  |

| 14 de abril de 2012 | Papúa Nueva Guinea | 4:2 | Nueva Caledonia | Centre Park, Mangere, Nueva Zelanda |  |

| Bandera de Nueva Zelanda |
| Campeón Nueva Zelanda    |
| 3° título                |